# Світогляд українського бароко

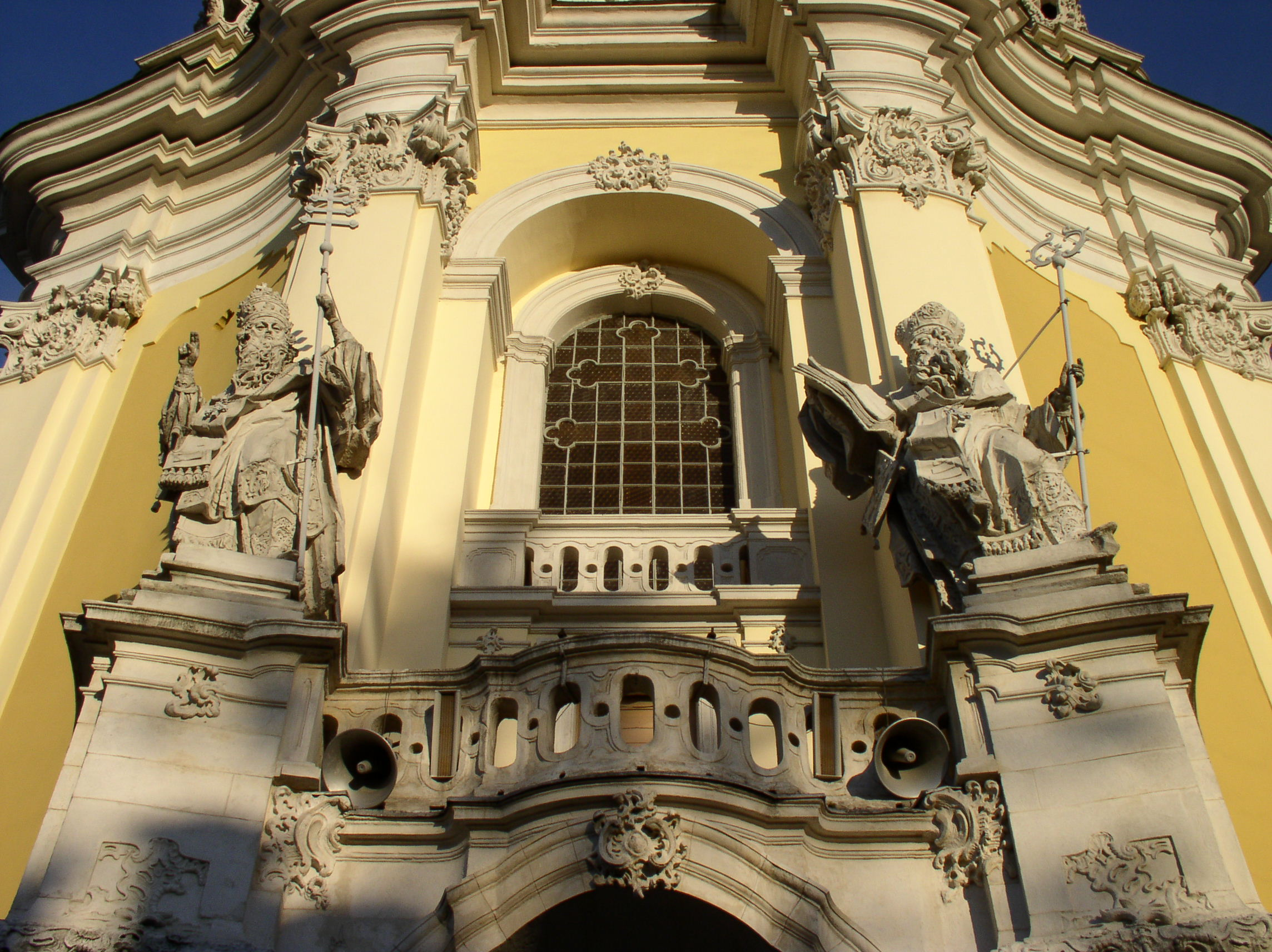
Львів. Собор Св. Юра.

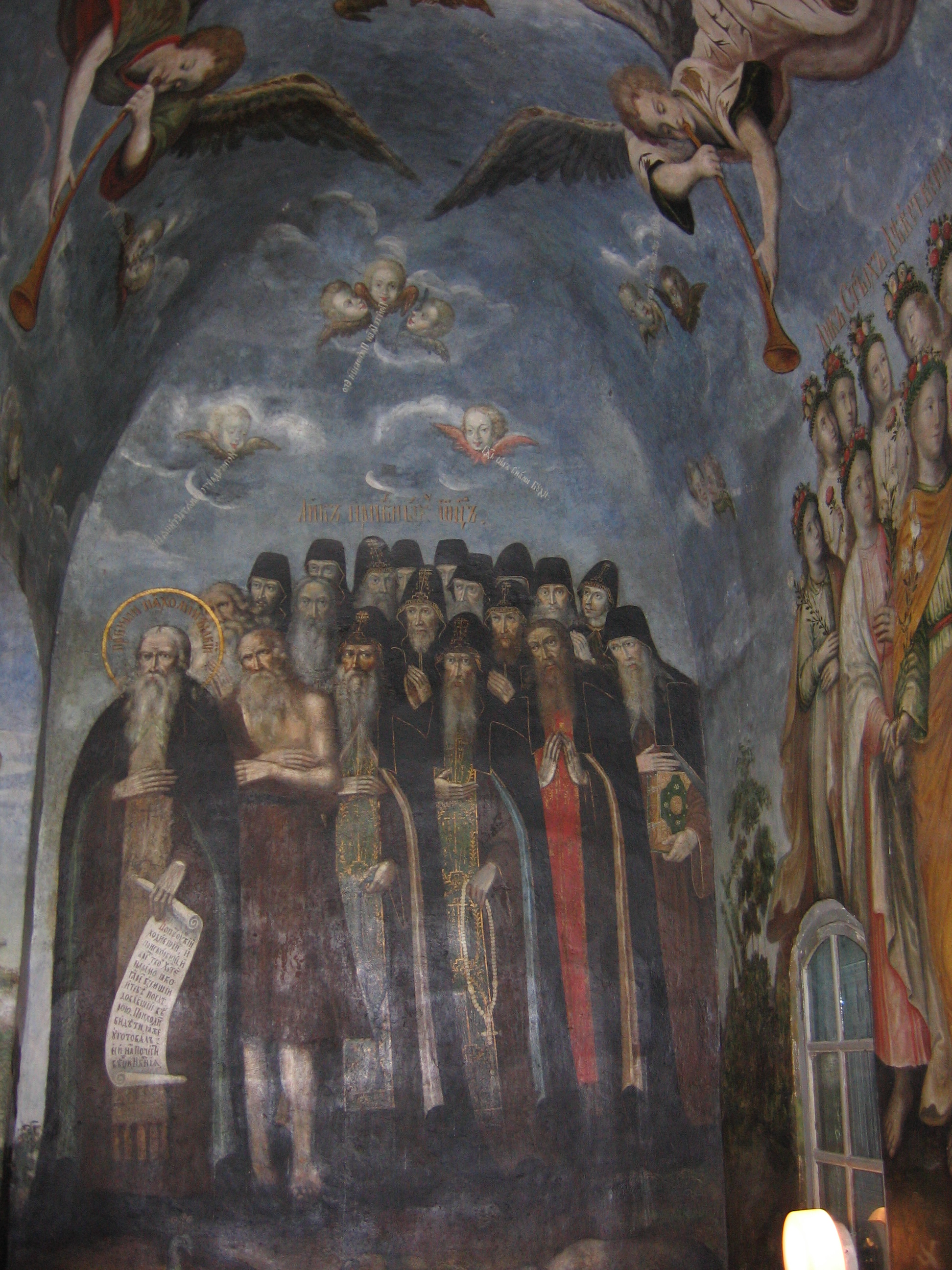
Київ. Надбрамна церква, фреска.

Баро́ко (дивний, химерний) — художній напрям у літературі та мистецтві Європи та Америки кінця XVI ст. — середини XVIII ст.

## Перехід до нового світогляду
Зі світоглядної позиції бароко — це перехід від епохи Відродження до нового світосприйняття, мислення, творчості.
В історії західноєвропейської культури бароко прийшло на зміну Відродженню, заперечуючи певною мірою його духовні відкриття. Світовідчуття і світорозуміння, що живило барокову культуру, стало своєрідною реакцією на ренесансне світобачення, що ґрунтувалося на безмежній вірі у розумність і логічність світу, його гармонійність, у те, що людина є мірою всіх речей.
Світобачення XVII ст. пройняте, навпаки, відчуттям трагічної суперечливості людини і світу, в якому вона посідає зовсім не провідне місце, а є розчиненою у його багатоманітності, підпорядкованою середовищу, суспільству, державі.
Специфіка бароко в Україні пов'язана з тим, що твори цього стилю мали певні ознаки Ренесансу, сприяючи засвоєнню ренесансних ідей і мотивів.
Дійсність викликає у майстрів бароко як захоплення, так і велику печаль. Звідси — характерні риси барокового світовідчуття: неспокій, поривання, почуття потужності і ніби недовершеності, намагання поєднати протилежності, навіть суперечності. Тому і в мистецтві українського бароко співіснують прагнення неможливого й песимізм; пафос боротьби і перемоги та примирення з думкою, що зло сильніше за добро, а смерть сильніша від життя; звеличування слави і сум, образа за людей, охоплених марнославством, марнотою марнот. За часів бароко Людина постає перед нами слабкою, беззахисною, невпевненою у завтрішньому дні. А саме- нездатність людини побороти зло, її безвихідь.

## Художня картина світу
Як художній стиль, бароко дало можливість найповнішого самовираження української людини тієї драматичної доби, передусім, завдяки своєму філософському підґрунтю, яке в українському варіанті виявило себе чи не найповніше. Реалістичне світобачення для барокової свідомості не характерне. Світ у більшості творів постає сповненим містики, гіпербол, темних метафор, важко розгадуваних алюзій, надмірно емоційних станів, а часом і просто фантасмагоричним. Та й свідомість того часу тяжіє до таємниць і чудес. Дослідники відзначають як у Європі взагалі, так і в Україні, зокрема, дивовижну забобонність найширших верств населення − від еліти до простолюду. Деякі рукописи чи листи того часу містять багато оповідей про містичні явища. Це типово барокове світовідчуття.
Що ж до менталітету нашого народу, то вкрай нестабільною історичною долею, вічними випробуваннями, широкими зв'язками із різними країнами і різноманітними природними умовами віками в нього закладалося уявлення про світ безмежний, багатоманітний, неосяжний і суперечливий. Меланхолійність, властива певною мірою українській душі, теж ґрунтується на уявленні про світ непростий, втаємничений, такий, у якому діють різні сили.
Таке світорозуміння відобразилося й на художній картині світу, створеній українськими (і народними, і професійними) митцями у XVI—XVII ст. У ній знаходилося місце для всіляких моментів: фантастичних мотивацій, міфічних, релігійних та містичних уявлень, осяянь, прозрінь тощо. Усе це було пошуком небуденної правди життя, глибинного духовного сенсу історичного процесу. Мистецтво бароко наче зазирнуло у глибини людської душі, відобразило її світло й темряву — саме світлотінь стала одним із головних художніх прийомів бароко.
Культура бароко широко відчинила двері перед фантазією, усіма її химерами і найнеймовірнішими сюжетами сновидінь. Тут і поетика «магічного реалізму» із контрастами світла й темряви, і матеріалізування уявного та багато інших проявів ірраціоналізму. Невипадково сучасні дослідники знаходять у бароко подібність із сюрреалізмом. І там, і тут подеколи поєднуються абсолютно несумісні речі: світоглядна абстрактність і натуралістична конкретність у деталях або, навпаки, фотографічне, життєподібне зображення і кричуща неправдоподібність художнього задуму.
Часто художники прагнули відтворити образно абстрактні поняття — смирення, совість, доброчинність, честь, геройство, жертовність. І не вважали, що це лежить за межами художніх можливостей. Художник цієї доби вірив у всемогутність образного мислення і тому сміливо поєднував умовне з реальним, стягував різнопросторові і різночасові сюжети в один час і простір, сміливо зображував Діву Марію з гострими мечами в серці (емблема сердечних ран) чи Христа у вигляді міфічного птаха Пелікана (символ самопожертви).

## Символічний код українського бароко

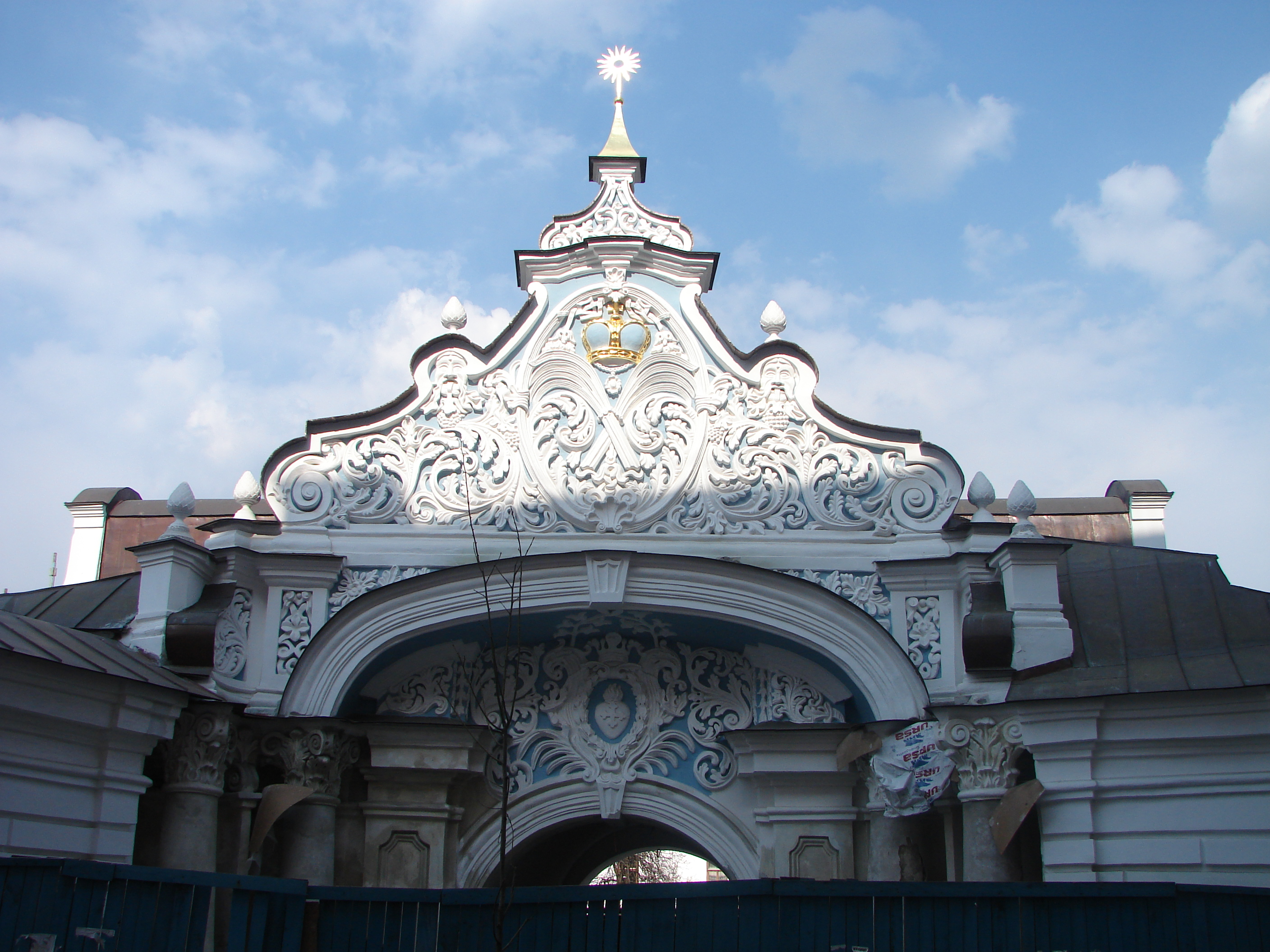
Брама Заборовського, реставрація 2010 року.

Від бароко бере свій початок прагнення емблематичного осягнення світу − всього видимого і невидимого в ньому. Емблематичною ставала мова архітектури (Брама Заборовського, наприклад), мова живопису — (композиція «Христос-Пелікан»), віршовані підписи під гербами й епітафії на зворотному боці домовинних портретів, мова філософії (у «Сні» Григорія Сковороди філософські узагальнення вилилися у сплетіння по-босхівськи страхітливих візуальних образів), драматургія («Комедія на день Різдва Христового»), література (твори полемістів), де політика справлялася з апокаліпсичними видіннями, а також вчена поезія.
У бароковому мистецтві реальність органічно поєднана з алегоріями, метафорами, гіперболами та іншими засобами асоціативної побудови образу. Представники західних шкіл виробили цілий арсенал тропів − метафор, символів, гіпербол, літот тощо − для творів персоналістського характеру, які через алегорії підкреслювали певні важливі риси явищ чи осіб.
Українська свідомість — в умовах творення нових національних цінностей, героїв, національної еліти − теж ішла тим самим шляхом, алегорично унаочнюючи риси шановних гетьманів і полковників, діячів церкви, духовенства і представників культури (героїзація).
Українське бароко утверджувало також образи, що характеризували колективні, суспільні, національні риси народу в цілому. Образ України у вигляді зодягненої у порфіру і коронованої Діви, яка просить покровительства у митрополита київського Івасафа Кроковського, бачимо на гравюрі Івана Щирського «Всенародне торжество» (1708). У гравера Леонтія Тарасевича алегорією Дніпра виступають музичні русалки, міста Києва — обвита лавровими герляндами альтанка, а місто Харків у Щирського постає у вигляді прекрасного саду, насадженого і виплеканого Григорієм і Федором Захаревськими.
Оригінальні асоціативні образи знаходимо в українському фольклорі. Наприклад, в ілюстраціях до календаря на 1727 рік весна, літо, осінь і зима подані в образах дівчат і молодиць в українському святковому вбранні. Антична, візантійська, романська, готична та ренесансна символіка теж своєрідно пристосовувалася до завдань стилю, що відзначався сильною експресією, химерністю, буйною декоративністю, парадоксами сюжету. Природно, що до усталених символів додавалися ті, що властиві асоціативному мисленню українців.
В українській поезії, наприклад, так звані курйозні вірші об'єднали різноманітні словесні емблеми: від гербових клейнодів і акровіршів — до графічних комбінацій слів та окремих літер.
Іноді символам надавали забобонного значення, доводили, що це «знак» долі, перст вказуючий. Наприклад, архієпископ Лазар Баранович іноді зображав хрести різними сполученнями слів. Іоанікій Галятовський у книзі «Душі людей померлих» (1667) доходить висновку, що кожна з латинських літер, що складають ім'я Ісус Христос, символізує голгофську жертву Ісуса: літера І − хрест, X — 30 срібників, Й — кліщі тощо.
Такий символічний код мали всі види мистецтва. У різдвяних, великодніх історичних драмах (наприклад, у Григорія Кониського, Митрофана Довгалевського, Феофана Прокоповича) велику роль відіграє символіка чисел: три, чотири, п'ять, сім, дев'ять, дванадцять. Вони визначали кількість дій у драмі, кількість персонажів, виходів героя на сцену, повторів. Символіка чисел у бароко ґрунтується, звичайно, й на Біблії: число три пов'язується із триєдністю Бога, чотири — із чотирма євангелістами (чотирма сторонами світу), сім — із символом святості.
Символіка чисел, а також геометричних фігур позначилася і на принципах композиції деяких творів українського малярства, графіки, різьби, архітектури. Типовою схемою їх побудови був рівнобедрений трикутник. Ретельно добиралася також і кількість персонажів, визначався порядок їх розташування у трикутній композиції.

## Емблемотворчість і герботворчість українського бароко
Перше культурне відродження України, як називають історики те національно-патріотичне піднесення, що переживалося у XVII ст., зумовило і цікавість певних кіл шляхти (особливо у середині століття) до свого походження, до творення генеалогічних легенд, до гербів.
Українське бароко привнесло нові виміри і нові значення в українську геральдику. Символіка старих середньовічних гербів зазнає істотних змін. Раніше правом герба користувалися лише українці, поляки, литовці шляхетного походження. Вихід на історичну арену українського козацтва, виникнення інституту гетьманства, впровадження полкового адміністративного поділу території України спричинили появу нових претендентів на носіння гербів. Це час посиленої герботворчості.
У символіці українських гербів годі шукати химерних зображень східного походження (чим захоплювалася європейська знать) — драконів, летючих чудовиськ тощо. Емблемотворчість і герботворчість українського бароко ґрунтувалися на пошукові предметів-асоціацій у народному побуті, у природі, в довколишньому середовищі або утворенні так званих складних гербів внаслідок шлюбів або корпоративних об'єднань. Часто-густо, при творенні гербів для полкових міст і впливових козацьких родин символічного значення набували речі, які доти символами не вважалися (наприклад, сумки для герба міста Сум).
Родовідне дерево давніх, заслужених, іменитих осіб зображалося у вигляді виноградного і трояндового кущів, дуба і лавра. Приміром, генеалогічні древа Святополк-Четвертинських, Полубинських, Розумовських. Із царства Флори обиралися види, знайомі людям, які мають шляхетні властивості. Геральдика теж була наповнена знайомою «натурою» — орлами, кіньми, левами, а також квітами, колоссям. Звичайно, беруться до уваги не кровожерливість левів чи орлів, а сила, сміливість, далекоглядність. У козацькій емблематиці широко використовувалися бунчуки, булави, печатки, перстянки, зброя, порохівниці, стріли. Символами для духовних осіб (ці символи зображалися на гравійованих титулах церковних книг, гербах) слугували руків'я посохів, митри, оклади Євангелій, чаші для причастя та інші речі культу, в яких виявлялися місцеві або індивідуальні уподобання ієрархів обох українських церков.

## Естетичні особливості українського бароко
Якщо говорити про естетичні особливості українського бароко, то це багатобарвність, контрастність, мальовничість, посилена декоративність, динамізм, численна кількість всіляких іносказань і головне — небачена вигадливість форми. Характеристики цього періоду повністю стосуються слів Михайла Грушевського про такі особливості української художньої системи, як мистецький та ідейний синкретизм, органічне поєднання слова і обряду, ритміки і слова, віри і знання, прагнення творити дійсність у світлі мрії та високого ідеалу.

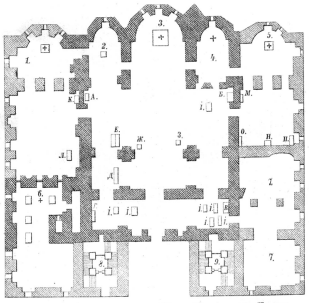
Києво-Печерський монастир, Успенський собор з бічними добудовами бароко
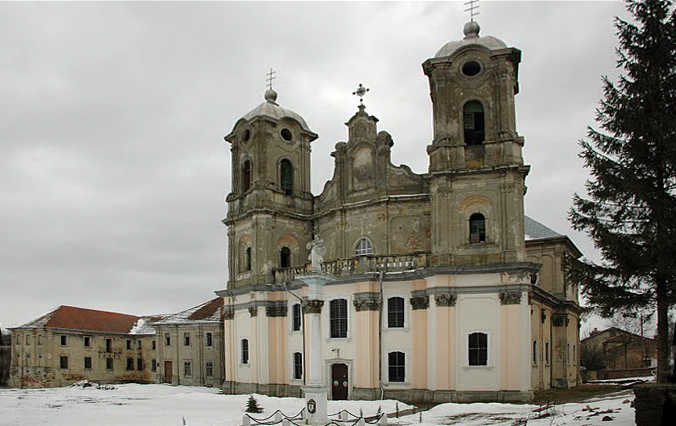
Архітектор Бернард Меретин. Костел Непорочного Зачаття Діви Марії у Городенці, Івано-Франківська область
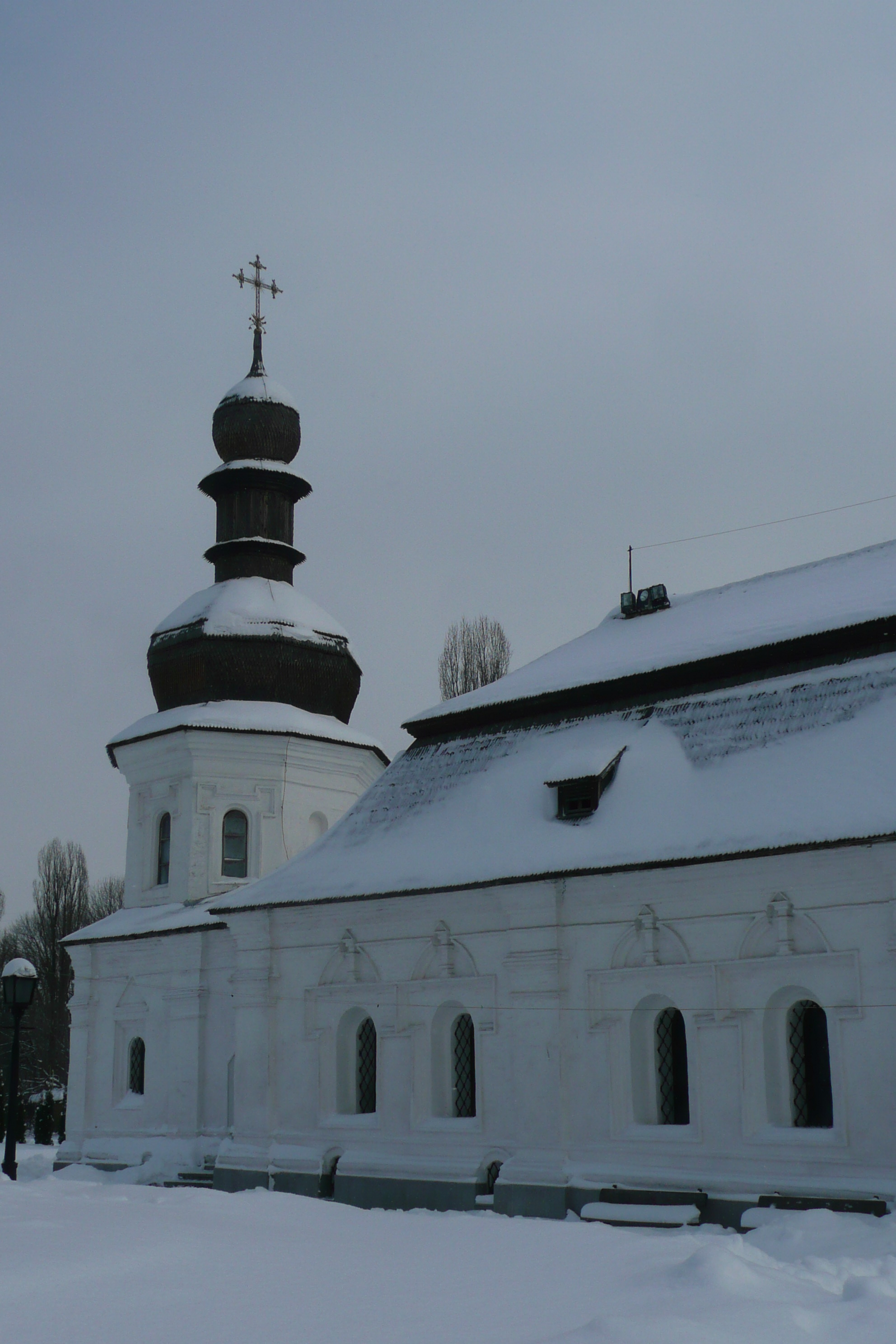
Трапезна з церквою Івана Богослова, 1713 р. Михайлівський монастир (Золотоверхий) в Києві.
Надбрамна церква Всіх Святих,Києво-Печерська лавра. План.
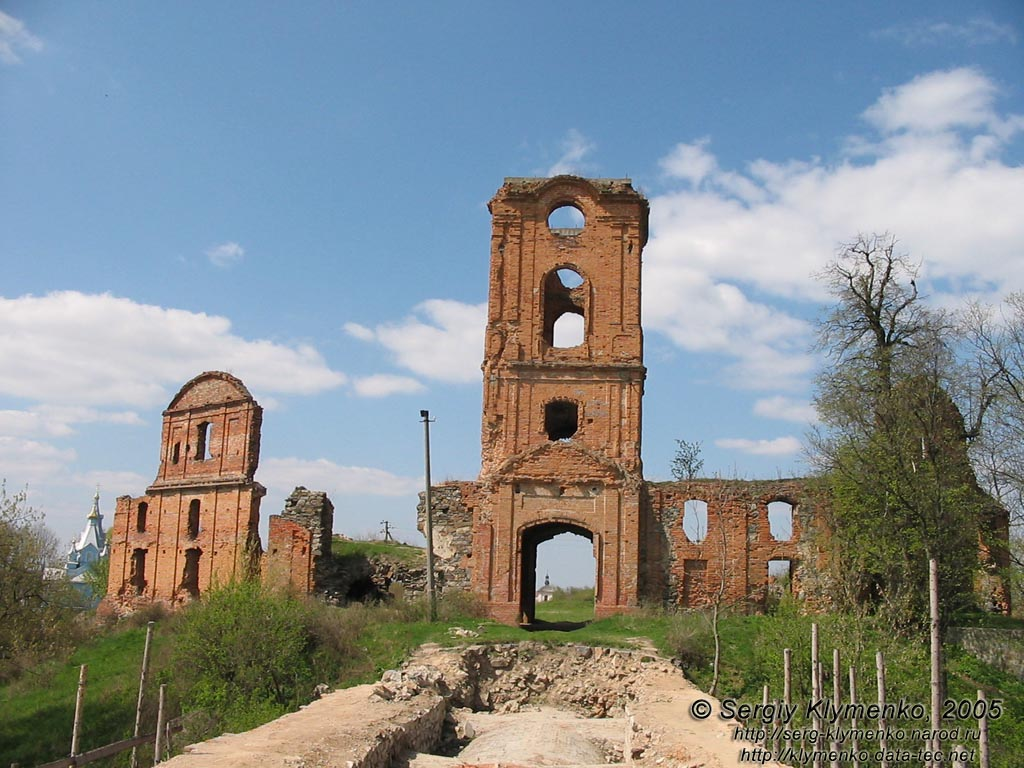
Корецький замок, Рівненська область. Руїнии на 2010 рік, бароко
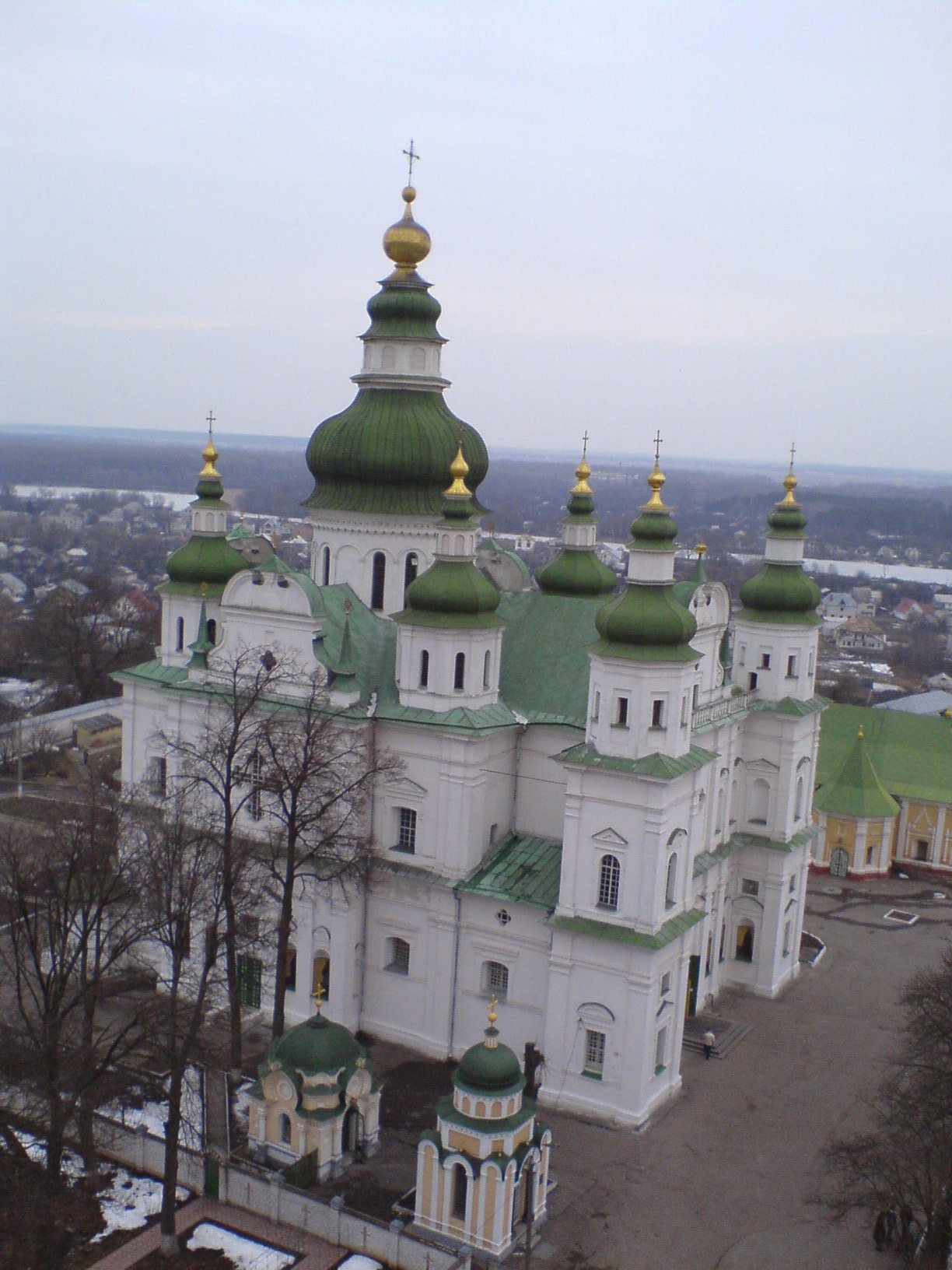
Собор Св. Трійці, Єлецький монастир, Чернігів.
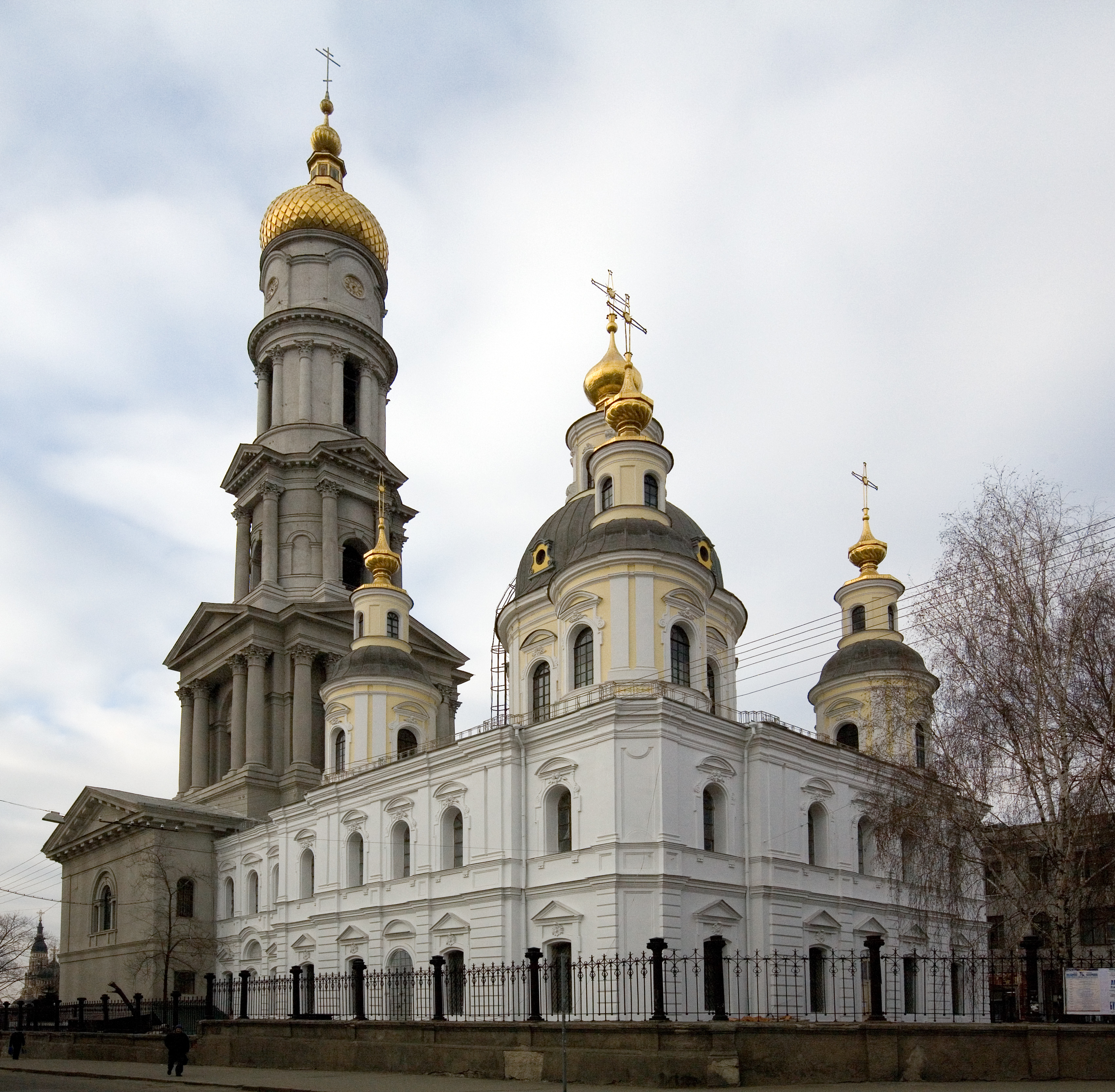
Успенський кафедральний собор, Харків
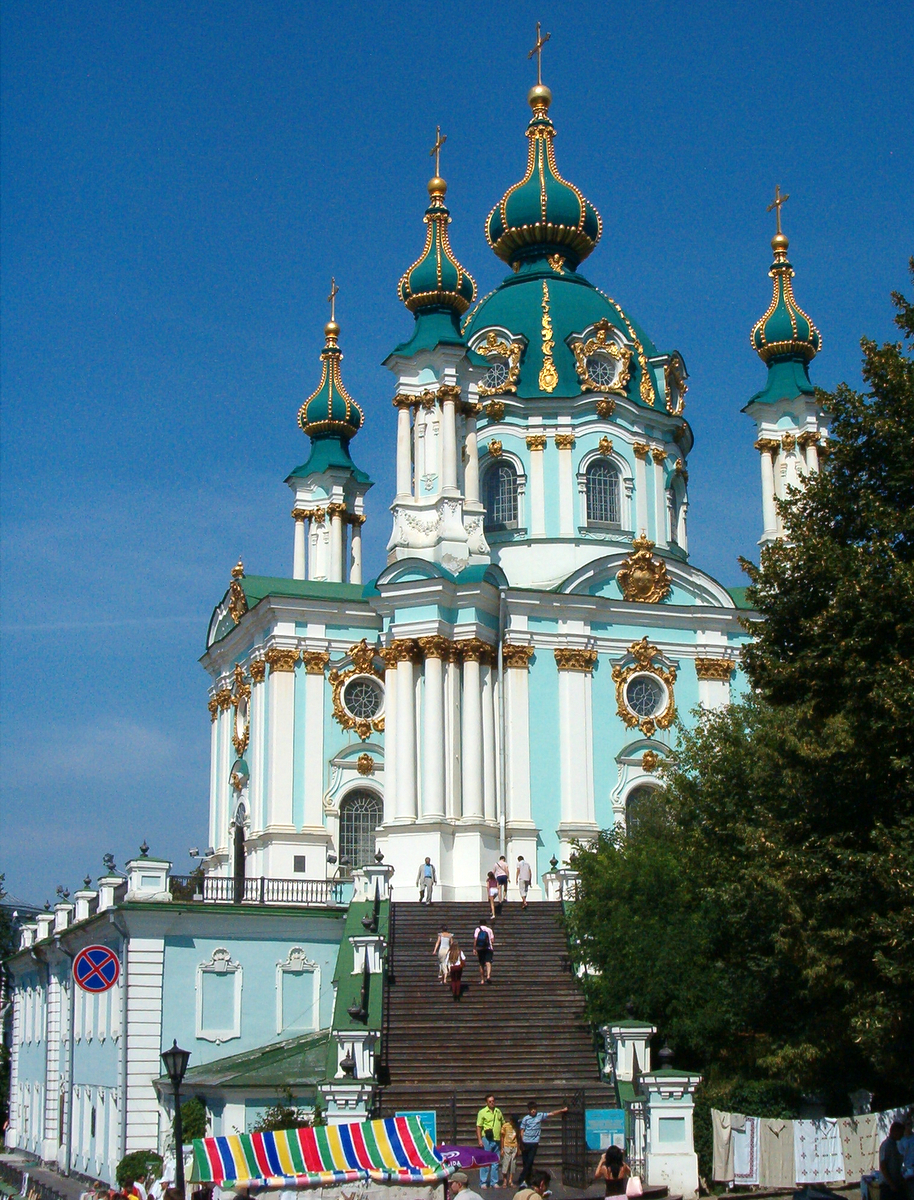
Церква Св. Андрія, Київ
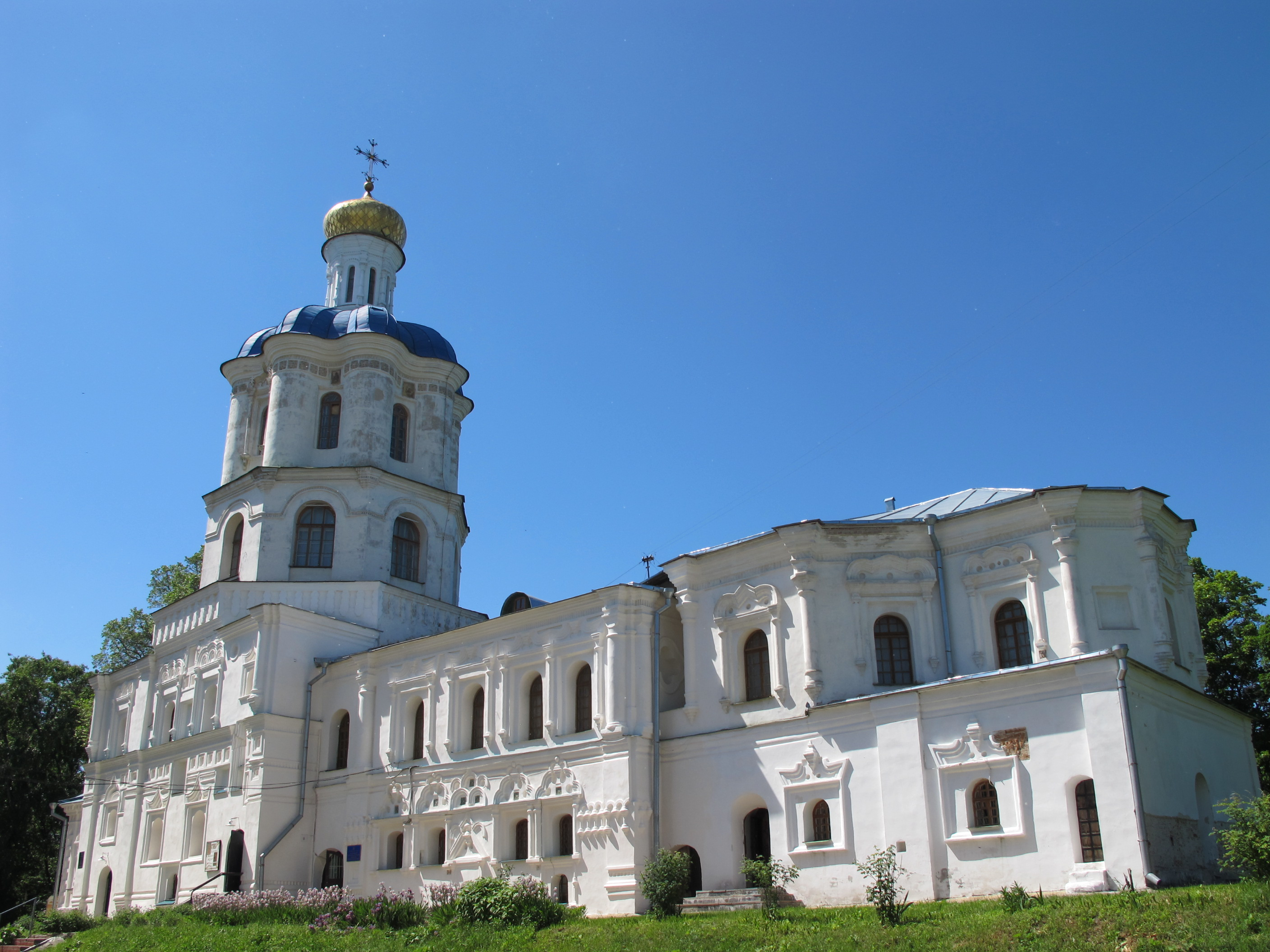
Чернігівський колегіум
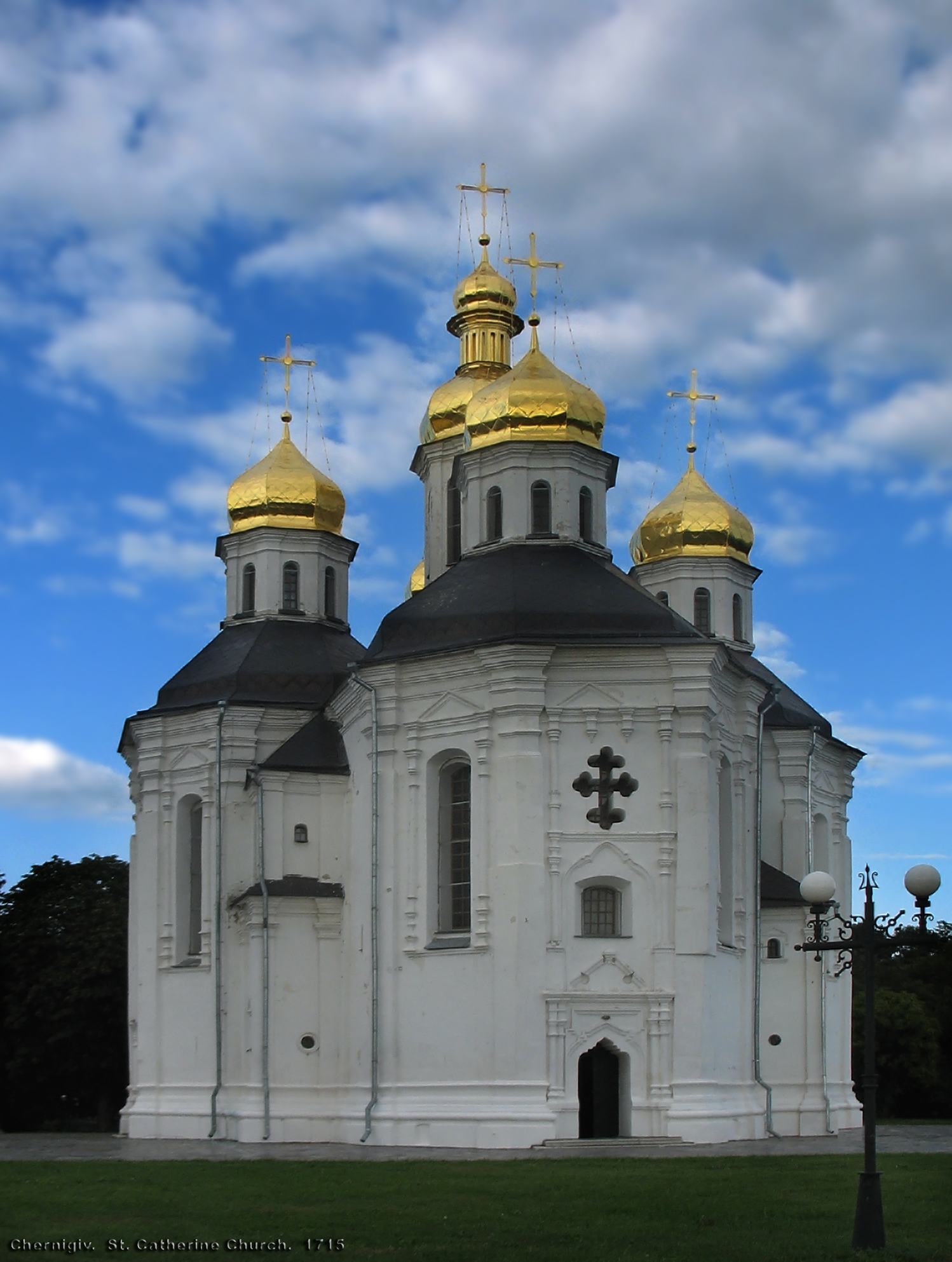
Чернігів. Кафедральний собор святої великомучениці Катерини